# 化学物理学
化学物理学是化学和物理学的交叉学科，借助原子与分子物理学和凝聚态物理学中的理论方法和实验技术，研究物理化学现象的学科，是从物理学观点研究化学过程的物理学分支学科。化学物理学和物理化学都是化学和物理学的交叉学科，但二者是有细微区别的。化学物理学主要是研究化学过程的特征现象和物理理论，而物理化学主要研究化学的物理本质。

## 学术研究
化学物理学的研究对象是离子、自由基、高分子、团簇、分子等的结构和动力学。研究领域包括，化学反应的量子力学行为、溶剂化过程、分子内和分子间相互作用能、量子点、胶体和界面。

## 学术期刊
- 化学物理快报（Chemical Physics Letters）
- 化学物理学报（Journal of Chemical Physics）
- 物理化学化学物理（Physical Chemistry Chemical Physics）
- 化学物理化学（ChemPhysChem）
- 化学物理学报（中国）（Chinese Journal of Chemical Physics）